# Nikethamid
Nikethamid oder Nicethamid ist ein Stimulans, das im Wesentlichen eine Atem- und Kreislaufstimulation bewirkt. Es wurde früher unter anderem als notfallmedizinische Gegenmaßnahme nach Überdosierungen von Beruhigungsmitteln oder Schlafmitteln wie Veronal eingesetzt (Bekannt war Nikethamid unter seinem Handelsnamen Coramin).
Im Sport gehört Nikethamid wie alle Stimulantien zu den verbotenen Dopingmitteln. Bekannt wurde der Fall der amerikanischen Sprint-Weltmeisterin Torri Edwards, die 2004 der Einnahme von Nikethamid überführt und deshalb für zwei Jahre gesperrt wurde.
2012 wurde der 12-jährige polnische Kartsportler Igor Walilko vom Internationalen Sportgerichtshof freigesprochen, nachdem zuvor bei einer Dopingkontrolle erhöhte Nikethamid-Werte festgestellt wurden und deswegen zunächst eine zweijährige Sperre ausgesprochen worden war. Der Sportgerichtshof wertete die Sperre als übertrieben und unverhältnismäßig. Der Junge habe zuvor Energie-Riegel gegessen, die Nikethamid enthielten.
Im Rahmen der BMW Open 2013 wurde Marin Čilić bei einer Dopingprobe positiv auf Nikethamid getestet. Čilić gab dazu an, das Mittel unwissentlich über eine in einer Apotheke beschaffte Tablette zu sich genommen zu haben. Da dadurch keine leistungssteigernde Absicht vorlag, erhielt er eine reduzierte Sperre von neun Monaten, die rückwirkend vom 1. Mai 2013 bis zum 31. Januar 2014 galt. Der Internationale Sportgerichtshof reduzierte die Sperre dann nochmals auf lediglich vier Monate, da er die Schuld Čilićs als nicht so schwerwiegend erachtete wie das Schiedsgericht der ITF.
Der Schweizer Hürdensprinter Kariem Hussein wurde nach den Schweizer Meisterschaften 2021 positiv auf den Wirkstoff Nikethamid getestet, nachdem er nach dem Rennen eine Lutschtablette der Marke Gly-Coramin konsumiert hatte, welche den Wirkstoff enthält. Daraufhin verhängte die Disziplinarkammer für Dopingfälle von Swiss Olympic eine Sperre von neun Monaten.
In der Schweiz werden Lutschtabletten gegen Ermüdungserscheinungen vertrieben, die neben Glucose Nikethamid enthalten.